# 小野愛
小野 愛（おの まなみ、1985年2月13日 - ）は、日本の元グラビアアイドル。千葉県野田市出身。活動時はイエローキャブに所属。現在は引退。

## エピソード
- 2002年、留学を理由に休業し、芸能活動を引退した。

## 出演

### テレビドラマ
- 時空警察ヴェッカーD-02（2002年、テレビ朝日）時空刑事メイ・榊明役
- 私立探偵 濱マイク（2002年、日本テレビ）第3話ゲスト

### バラエティ
- ウッチャンナンチャンのウリナリ!!（2000年 - 2001年、日本テレビ）女子柔道部、新社交ダンス部超星舞団などで活躍。
- めちゃ2イケてるッ!（2001年3月3日放送、フジテレビ）めちゃ日本女子プロレスに出演。

### 映画
- 悪魔が棲む家2001（2001年、パル企画）episode3・太田亜由美役
- それいけ! アンパンマン ゴミラの星（2001年、東京テアトル）声優出演
- BOM!（2002年、テアトル池袋）小夜役

### Vシネマ
- 盲目的崇拝（2001年、ケイエスエス）

## ビデオ・DVD
- ma na mi（2001年、ジーオーティー）※ビデオのみ
- ma na mi First DVD（2001年、ベガファクトリー）前作に未公開映像を加えてDVD化。
- INFINITY（2001年、バップ）
- Strawberry soda（2001年、アクアハウス）
- 日テレジェニック2001オフィシャル・ヒストリー Memoires Trois（2001年、バップ）
- DOUBT!?（2002年、ラインコミュニケーションズ）
- SUN BODY!!（2002年、スカウト社）※DVDのみ
- D-Splash!（2002年、キングレコード）※DVDのみ

## 書籍

### 写真集
- LOVE2（2000年12月、ドリームワークス出版、撮影：久保田昭人）ISBN 978-4886182524
- CANDY（2001年6月、近代映画社、撮影：小池伸一郎）ISBN 978-4-7648-1948-1
- targerine(Candy Girls)（2001年9月20日、アクアハウス、撮影：久保田昭人）ISBN 978-4-86046-011-2

### 関連書籍
- 時空警察ヴェッカーD-02公式捜査ファイル（2002年、朝日ソノラマ）
- 時空警察ヴェッカーD-02写真集 〜クロノ・メモリー〜（2002年、ぶんか社）